# Су-Эйдженси (тауншип, Миннесота)
Су-Эйдженси (англ. Sioux Agency) — тауншип в округе Йеллоу-Медисин, Миннесота, США. На 2000 год его население составило 237 человек.

## География
По данным Бюро переписи населения США площадь тауншипа составляет 109,1 км², из которых 107,6 км² занимает суша, а 1,5 км² — вода (1,35 %).

## Демография
По данным переписи населения 2000 года здесь находились 237 человек, 95 домохозяйств и 70 семей.  Плотность населения —  2,2 чел./км².  На территории тауншипа расположено 112 построек со средней плотностью 1,0 построек на один квадратный километр. Расовый состав населения: 93,67 % белых, 0,84 % коренных американцев, 4,22 % — других рас США и 1,27 % приходится на две или более других рас. Испанцы или латиноамериканцы любой расы составляли 5,06 % от популяции тауншипа.
Из 95 домохозяйств в 28,4 % воспитывались дети до 18 лет, в 71,6 % проживали супружеские пары, в 2,1 % проживали незамужние женщины и в 25,3 % домохозяйств проживали несемейные люди. 20,0 % домохозяйств состояли из одного человека, при том 12,6 % из — одиноких пожилых людей старше 65 лет. Средний размер домохозяйства — 2,49, а семьи — 2,93 человека.
25,3 % населения — младше 18 лет, 4,6 % — в возрасте от 18 до 24 лет, 27,8 % — от 25 до 44, 26,6 % — от 45 до 64, и 15,6 % — старше 65 лет. Средний возраст — 40 лет. На каждые 100 женщин приходилось 121,5 мужчин.  На каждые 100 женщин старше 18 приходилось 108,2 мужчин.
Средний годовой доход домохозяйства составлял 40 139 долларов, а средний годовой доход семьи —  43 750 долларов. Средний доход мужчин —  28 750  долларов, в то время как у женщин — 19 643. Доход на душу населения составил 19 641 доллар. За чертой бедности находились 2,8 % семей и 4,7 % всего населения тауншипа, из которых 12,1 % младше 18 лет.